# Альберт, Генрих
Генрих Альберт (нем. Heinrich Albert; 8 июля 1604, Бад-Лобенштайн, Тюрингия — 6 октября 1651, Кёнигсберг) — немецкий музыкант, композитор, поэт, писатель
.

## Биография
Альберт родился в Лобенштейне, княжество Ройсс в Тюрингии. С 1619 по 1621 год обучался в средней школе в Гере. Начал заниматься музыкой в 1622 г. в Дрездене под руководством своего двоюродного брата композитора Генриха Шютца. Затем отправился изучать право в Лейпцигском университете. Брал уроки музыки у известного композитора Иоганна Германа Шейна. Сопровождал голландских дипломатов в поездке в Варшаву и попал там в шведский плен (1627) и провёл там около года. Занимался работами в области фортификации и наконец в 1630 г. обосновался в Кёнигсберге в качестве профессионального музыканта. 1 апреля 1631 занял должность органиста в кафедральном соборе. Умер в Кёнигсберге 6 октября 1651 года в возрасте 47 лет. В его родном городе Бад-Лобенштайн установлен мемориальный камень в память о композиторе.
Наследие Альберта включает около 170 песен, изданных в восьми сборниках, на собственные тексты Альберта и на стихи Симона Даха. Песни сопровождались пространными посвящениями, которые могут служить любопытным источником сведений о повседневной жизни Кёнигсберга, и развёрнутыми комментариями для исполнителей, изложенными в доступной манере (например, замечание о том, что не следует исполнять партию basso continuo «так, как будто рубишь капусту»).
Роль Альберта в формировании немецкой хоральной и песенной традиции считается значительной. В частности, первый (и единственный завершённый) том «Истории новой немецкой песни» Германа Кречмара (1911) носит подзаголовок «От Альберта до Цельтера». Также Генрих Альберт внес вклад в формирование ранней немецкой оперы, известно о двух его операх «Cleomedes» (1635) и «Prussiarchus oder Sorbuisa» (1645), которые не сохранились.